# 新柏倉庫
新柏倉庫株式会社（しんかしわそうこ）は、本社を千葉県柏市に置く、主に倉庫業を柱として事業を展開する日本の物流企業である。

## 概要
1968年(昭和43年)創業の倉庫会社。政府米の保管業務から始まった。
貨物保管業務（常温倉庫、低温倉庫）、運輸事業、通販物流事業など物流事業のほか、主に千葉県、埼玉県、茨城県の主要エリアを活用した倉庫賃借事業、物流システム構築事業を行っている。

## 沿革
- 1968年(昭和43年)   5月 柏市根戸にて会社設立
- 1968年(昭和43年)　8月 国土交通大臣から営業倉庫として認可
- 1968年(昭和43年)　9月 農林大臣から政府指定倉庫として認可
- 1968年(昭和43年)　10月 全国倉庫事業協同組合(現日本倉庫協会)加入
- 1968年(昭和43年)   10月 千葉県倉庫協会に加入
- 1970年(昭和45年)   1月 本社倉庫新設
- 1989年(昭和64年)   1月 柏インター倉庫新設
- 1989年(昭和64年)　1月 資本金20,000千円に増資
- 1992年(平成4年)　  6月 運輸大臣から第一種利用運送事業者として認可
- 1998年(平成19年)   9月 野田船形倉庫新設
- 1998年(平成19年)　6月 柏インター倉庫　600坪増設[1]
- 2007年(平成19年)   12月 野田蕃昌倉庫新設
- 2011年(平成23年)   7月 中央流通センター新設
- 2013年(平成25年)　男子ソフトボールチーム新柏フェニックスを発足し、柏市ソフトボール協会へ加入
- 2013年(平成25年)　2月 家電リサイクル取扱事業開始
- 2013年(平成25年)   5月 Pマーク取得
- 2013年(平成25年)　9月 十余二南物流センターで『THE NEXT GENERATION-PATLABOR-』の制作発表会が開催される[2][3]
- 2014年(平成26年)　5月 一般貨物自動車運送事業許可
- 2014年(平成26年)　11月 柏の葉センター新設
- 2015年(平成27年)   働く女性を支援する厚生省のサイト『両立支援のひろば[4]』へ掲載される
- 2015年(平成27年)　12月 特色ある物流企業として、業界新聞・物流Weeklyに記事が掲載される[5]
- 2016年(平成28年)   5月 野田泉第2センター新設[6]

## 主な事業所
- 本社倉庫：〒277-0831　千葉県柏市根戸1797
- 柏インター事業所：〒277-0873　千葉県柏市中十余二304-1
- 中央流通センター：〒277-0804　千葉県柏市新十余二17-1
- 大青田センター：〒277-0805　千葉県柏市大青田719-1
- 野田船形事業所：〒270-0233　千葉県野田市船形1413
- 野田泉第2センター：〒270-0239　千葉県野田市泉2-1-1-2F
- 野田蕃昌倉庫：〒278-0041　千葉県野田市蕃昌12
- 野田三ツ堀倉庫：〒278-0011  千葉県野田市三ツ堀1212

### 関連会社
- 株式会社大永商事
- マッシュコーポレーション株式会社

・住友ゴム工業株式会社
https://www.srigroup.co.jp/